# NGC 5913
NGC 5913 é uma galáxia espiral barrada (SBa) localizada na direcção da constelação de Serpens. Possui uma declinação de -02° 34' 42" e uma ascensão recta de 15 horas, 20 minutos e 55,5 segundos.
A galáxia NGC 5913 foi descoberta em 14 de Abril de 1785 por William Herschel.